# Liste des abbayes et monastères catholiques actifs en France
Il existe 99 abbayes et monastères catholiques actifs en France : 50 abbayes et monastères d'hommes, 42 de femmes et 7 mixtes, répartis dans toute la France métropolitaine.

## Liste
| Abbayes d'hommes   |
| Abbayes de femmes  |
| Communautés mixtes |

| Canigou                                      | 42° 31′ 41″ nord, 2° 24′ 03″ est   | Casteil                         | Pyrénées-Orientales     | Perpignan-Elne          | Béatitudes                                        | 1988                               |                                        |  |  |
| Acey                                         | 47° 15′ 42″ nord, 5° 39′ 25″ est   | Vitreux                         | Jura                    | Saint- Claude           | Trappistes                                        | 1872                               |                                        |  |  |
| Aiguebelle                                   | 44° 27′ 44″ nord, 4° 50′ 33″ est   | Montjoyer                       | Drôme                   | Valence                 | Trappistes                                        | 1815                               |                                        |  |  |
| Aubazine                                     | 45° 10′ 27″ nord, 1° 40′ 10″ est   | Aubazines                       | Corrèze                 | Tulle                   | Sœurs melkites                                    | 1963                               |                                        |  |  |
| Autrey                                       | 48° 17′ 44″ N, 6° 41′ 16″ E        | Autrey                          | Vosges                  | Saint-Dié               | Béatitudes                                        | 1982                               |                                        |  |  |
| Azille                                       | 43° 16′ 44″ nord, 2° 39′ 15″ est   | Azille                          | Aude                    | Carcassonne et Narbonne | Chanoinesses                                      | 2008                               |                                        |  |  |
| Baumgarten                                   | 48° 21′ 51″ nord, 7° 24′ 12″ est   | Bernardvillé                    | Bas-Rhin                | Strasbourg              | Trappistines                                      | 2009                               |                                        |  |  |
| Barroux Annonciation                         | 44° 09′ 23″ nord, 5° 07′ 07″ est   | Le Barroux                      | Vaucluse                | Avignon                 | Bénédictines                                      | 1992                               |                                        |  |  |
| Barroux Sainte- Madeleine                    | 44° 09′ 07″ nord, 5° 05′ 54″ est   | Le Barroux                      | Vaucluse                | Avignon                 | Bénédictins                                       | 1978                               |                                        |  |  |
| Le Bec- Helloin                              | 49° 13′ 57″ nord, 0° 43′ 18″ est   | Le Bec- Hellouin                | Eure                    | Évreux                  | Bénédictins                                       | 1948                               |                                        |  |  |
| Bellaigue                                    | 46° 09′ 23″ nord, 2° 41′ 53″ est   | Virlet                          | Puy-de-Dôme             | Clermont                | Bénédictins                                       | 2000                               |                                        |  |  |
| Bellefontaine                                | 47° 09′ 07″ nord, 0° 56′ 19″ ouest | Bégrolles- en-Mauges            | Maine-et- Loire         | Angers                  | Trappistes                                        | 1816                               |                                        |  |  |
| Belloc                                       | 43° 30′ 09″ nord, 1° 17′ 30″ ouest | Urt                             | Pyrénées- Atlantiques   | Bayonne                 | Bénédictins                                       | 1875                               |                                        |  |  |
| Blauvac                                      | 44° 01′ 19″ nord, 5° 11′ 59″ est   | Blauvac                         | Vaucluse                | Avignon                 | Trappistines                                      | 1991                               |                                        |  |  |
| Bonneval                                     | 44° 33′ 46″ nord, 2° 47′ 37″ est   | Le Cayrol                       | Aveyron                 | Rodez                   | Trappistines                                      | 1875                               |                                        |  |  |
| Boquen                                       | 48° 20′ 04″ nord, 2° 27′ 33″ ouest | Plénée-Jugon                    | Côtes-d'Armor           | Saint- Brieuc           | Chemin Neuf                                       | 2011                               |                                        |  |  |
| Boulaur                                      | 43° 32′ 28″ nord, 0° 46′ 31″ est   | Boulaur                         | Gers                    | Auch                    | Cisterciennes                                     | 1949                               |                                        |  |  |
| Bricquebec                                   | 49° 28′ 10″ nord, 1° 37′ 04″ ouest | Bricquebec                      | Manche                  | Coutances               | Trappistes                                        | 1824                               |                                        |  |  |
| Campénéac                                    | 47° 58′ 43″ nord, 2° 18′ 27″ ouest | Campénéac                       | Morbihan                | Vannes                  | Trappistines                                      | 1953                               |                                        |  |  |
| Castagniers                                  | 43° 48′ 04″ nord, 7° 13′ 55″ est   | Castagniers                     | Alpes- Maritimes        | Nice                    | Cisterciennes                                     | 1865                               |                                        |  |  |
| La Chaise- Dieu                              | 45° 19′ 20″ nord, 3° 41′ 51″ est   | La Chaise- Dieu                 | Haute-Loire             | Le Puy- en-Velay        | Saint-Jean                                        | 1975                               |                                        |  |  |
| Chalais                                      | 45° 17′ 34″ nord, 5° 40′ 33″ est   | Voreppe                         | Isère                   | Grenoble                | Dominicaines                                      | 1961                               |                                        |  |  |
| Chambarand                                   | 45° 13′ 08″ nord, 5° 15′ 11″ est   | Roybon                          | Isère                   | Grenoble                | Bernardines                                       | 1931                               |                                        |  |  |
| Chantelle                                    | 46° 14′ 32″ nord, 3° 09′ 07″ est   | Chantelle                       | Allier                  | Moulins                 | Bénédictines                                      | 1931                               |                                        |  |  |
| Conques                                      | 44° 35′ 57″ nord, 2° 23′ 53″ est   | Conques                         | Aveyron                 | Rodez                   | Prémontré                                         | 1873                               |                                        |  |  |
| Grande Chartreuse                            | 45° 21′ 48″ nord, 5° 47′ 37″ est   | Saint-Pierre- de-Chartreuse     | Isère                   | Grenoble                | Chartreux                                         | 1940                               |                                        |  |  |
| Cîteaux                                      | 47° 07′ 39″ nord, 5° 05′ 37″ est   | Saint-Nicolas- lès-Cîteaux      | Côte-d'Or               | Dijon                   | Trappistes                                        | 1898                               |                                        |  |  |
| Clairval                                     | 47° 30′ 41″ nord, 4° 31′ 47″ est   | Flavigny- sur-Ozerain           | Côte-d'Or               | Dijon                   | Bénédictins                                       | 1972                               |                                        |  |  |
| La Coudre ou Laval                           | 48° 03′ 31″ nord, 0° 46′ 27″ ouest | Laval                           | Mayenne                 | Laval                   | Trappistines                                      | 1818                               |                                        |  |  |
| Cuxa                                         | 42° 35′ 41″ nord, 2° 25′ 02″ est   | Codalet                         | Pyrénées- Orientales    | Perpignan               | Bénédictins                                       | 1965                               |                                        |  |  |
| Le Désert                                    | 43° 41′ 35″ nord, 1° 06′ 57″ est   | Bellegarde- Sainte- Marie       | Haute- Garonne          | Toulouse                | Village de François                               | 2020                               |                                        |  |  |
| Les Dombes                                   | 46° 01′ 28″ nord, 5° 05′ 16″ est   | Le Plantay                      | Ain                     | Belley                  | Chemin Neuf                                       | 2001                               |                                        |  |  |
| Donezan                                      | 42° 42′ 54″ nord, 2° 06′ 33″ est   | Carcanières                     | Ariège                  | Carcassonne             | Bénédictins                                       | 2007                               |                                        |  |  |
| Dourgne                                      | 43° 29′ 25″ nord, 2° 08′ 50″ est   | Dourgne                         | Tarn                    | Albi                    | Bénédictines                                      | 1921                               |                                        |  |  |
| Draguignan                                   | 43° 32′ 32″ nord, 6° 27′ 57″ est   | Draguignan                      | Var                     | Fréjus-Toulon           |                                                   | 1989                               |                                        |  |  |
| Échourgnac                                   | 45° 07′ 42″ nord, 0° 12′ 48″ est   | Échourgnac                      | Dordogne                | Périgueux               | Trappistines                                      | 1923                               |                                        |  |  |
| En-Calcat                                    | 43° 29′ 50″ nord, 2° 09′ 03″ est   | Dourgne                         | Tarn                    | Albi                    | Bénédictins                                       | 1890                               |                                        |  |  |
| Eyres- Moncube                               | 43° 42′ 45″ nord, 0° 32′ 25″ ouest | Eyres-Moncube                   | Landes                  | Dax                     | Bénédictines                                      | 1985                               |                                        |  |  |
| Fleury                                       | 47° 48′ 34″ nord, 2° 18′ 20″ est   | St Benoît-sur-Loire             | Loiret                  | Orléans                 | Bénédictins                                       | 1944                               |                                        |  |  |
| Fontgombault                                 | 46° 40′ 37″ nord, 0° 58′ 43″ est   | Fontgombault                    | Indre                   | Bourges                 | Bénédictins                                       | 1923                               |                                        |  |  |
| Frigolet                                     | 43° 51′ 30″ nord, 4° 43′ 40″ est   | Tarascon                        | Bouches-du-Rhône        | Aix-Arles               | Prémontré                                         | 1858                               | Abbaye_Saint-Michel-de-Frigolet_(2008) |  |  |
| Ganagobie                                    | 43° 59′ 54″ nord, 5° 54′ 30″ est   | Ganagobie                       | Alpes de Haute-Provence | Digne-les-Bains         | Bénédictins                                       | 1992                               |                                        |  |  |
| Les Gardes                                   | 47° 09′ 13″ nord, 0° 44′ 16″ ouest | Saint-Georges- des-Gardes       | Maine-et- Loire         | Angers                  | Trappistines                                      | 1818                               |                                        |  |  |
| Hautecombe                                   | 45° 45′ 09″ nord, 5° 50′ 22″ est   | Saint- Pierre-de- Curtille      | Savoie                  | Chambéry                | Chemin Neuf                                       | 1992                               |                                        |  |  |
| Igny                                         | 49° 12′ 37″ nord, 3° 41′ 08″ est   | Arcis-le- Ponsart               | Marne                   | Reims                   | Trappistines                                      | 1929                               |                                        |  |  |
| Jassonneix                                   | 45° 33′ 06″ nord, 2° 08′ 08″ est   | Meymac                          | Corrèze                 | Tulle                   | Bernardines réformées                             | 2018                               |                                        |  |  |
| Jouarre                                      | 48° 55′ 36″ nord, 3° 07′ 55″ est   | Jouarre                         | Seine- et-Marne         | Meaux                   | Bénédictines                                      | 1837                               |                                        |  |  |
| Kergonan Saint-Michel                        | 47° 35′ 49″ nord, 3° 05′ 57″ ouest | Plouharnel                      | Morbihan                | Vannes                  | Bénédictines                                      | 1898                               |                                        |  |  |
| Kergonan Sainte-Anne                         | 47° 36′ 07″ nord, 3° 06′ 06″ ouest | Plouharnel                      | Morbihan                | Vannes                  | Bénédictins                                       | 1896                               |                                        |  |  |
| Lagrasse                                     | 43° 05′ 24″ nord, 2° 37′ 02″ est   | Lagrasse                        | Aude                    | Carcassonne et Narbonne | Chanoines réguliers                               | 2004                               |                                        |  |  |
| Landévennec                                  | 48° 17′ 15″ nord, 4° 16′ 08″ ouest | Landévennec                     | Finistère               | Quimper                 | Bénédictins                                       | 1950                               |                                        |  |  |
| Lérins                                       | 43° 30′ 22″ nord, 7° 02′ 53″ est   | Cannes                          | Alpes- Maritimes        | Fréjus- Toulon          | Cisterciens                                       | 1868                               |                                        |  |  |
| Ligugé                                       | 46° 31′ 01″ nord, 0° 19′ 52″ est   | Ligugé                          | Vienne                  | Poitiers                | Bénédictins                                       | 1923                               |                                        |  |  |
| Mas-Grenier                                  | 43° 52′ 57″ nord, 1° 11′ 52″ est   | Mas-Grenier                     | Tarn-et- Garonne        | Montauban               | Bénédictines                                      | 1921                               |                                        |  |  |
| Maumont                                      | 45° 23′ 07″ nord, 0° 10′ 14″ est   | Juignac                         | Charente                | Angoulême               | Bénédictines                                      | 1959                               |                                        |  |  |
| Maylis                                       | 43° 41′ 43″ nord, 0° 40′ 45″ ouest | Maylis                          | Landes                  | Dax                     | Bénédictins                                       | 1946                               |                                        |  |  |
| Melleray                                     | 47° 32′ 56″ nord, 1° 22′ 39″ ouest | La Meilleraye- de-Bretagne      | Loire- Atlantique       | Nantes                  | Chemin neuf                                       | 2016                               |                                        |  |  |
| Micy                                         | 47° 52′ 55″ nord, 1° 52′ 06″ est   | Saint-Pryvé-Saint-Mesmin        | Loiret                  | Orléans                 | Carmélites                                        | 1939                               |                                        |  |  |
| Mondaye                                      | 49° 12′ 25″ nord, 0° 41′ 15″ ouest | Juaye-Mondaye                   | Calvados                | Bayeux et Lisieux       | Prémontré                                         | 1859                               |                                        |  |  |
| Le Mont des Cats                             | 50° 47′ 06″ nord, 2° 39′ 55″ est   | Godewaersvelde                  | Nord                    | Lille                   | Trappistes                                        | 1826                               |                                        |  |  |
| Le Mont Saint-Michel                         | 48° 38′ 09″ nord, 1° 30′ 41″ ouest | Le Mont- Saint-Michel           | Manche                  | Coutances               | Jérusalem                                         | 2001                               |                                        |  |  |
| Nevers ou Cabanoule                          | 46° 35′ 00″ nord, 3° 04′ 52″ est   | Anduze                          | Gard                    | Nevers                  | Visitandines                                      | 1935                               | [[ ]]                                  |  |  |
| Nonenque                                     | 43° 54′ 10″ nord, 3° 02′ 07″ est   | Marnhagues-et-Latour            | Aveyron                 | Rodez                   | Chartreuses                                       | 1927                               |                                        |  |  |
| Notre-Dame d'Espérance (Prieuré)             | 49° 47′ 31″ nord, 1° 59′ 31″ est   | Croixrault                      | Somme                   | Diocèse d'Amiens        | Bénédictins (Congrégation Notre-Dame d'Espérance) | 1966                               |                                        |  |  |
| Notre-Dame de la Grainetière                 | 46° 49′ 50″ nord, 1° 03′ 34″ ouest | Les Herbiers                    | Vendée                  | Diocèse de Luçon        | Bénédictins (Congrégation Notre-Dame d'Espérance) | 1979                               |                                        |  |  |
| Notre-Dame- des-Neiges                       | 44° 36′ 01″ nord, 3° 56′ 00″ est   | Saint-Laurent- les-Bains        | Ardèche                 | Viviers                 | Cisterciennes                                     | 1850                               |                                        |  |  |
| Oelenberg                                    | 47° 44′ 46″ nord, 7° 12′ 48″ est   | Reiningue                       | Haut- Rhin              | Strasbourg              | Trappistes                                        | 1824                               |                                        |  |  |
| Oriocourt ou Sacré-Cœur                      | 48° 51′ 55″ nord, 6° 24′ 53″ est   | Oriocourt                       | Moselle                 | Metz                    | Bénédictines                                      | 1860                               |                                        |  |  |
| La Paix- Dieu ou Cabanoule                   | 44° 03′ 11″ nord, 3° 58′ 03″ est   | Anduze                          | Gard                    | Nîmes                   | Trappistines                                      | 1970                               |                                        |  |  |
| Le Pesquié                                   | 42° 58′ 33″ nord, 1° 32′ 12″ est   | Serres- sur-Arget               | Ariège                  | Pamiers                 | Bénédictines                                      | 1991                               |                                        |  |  |
| La Pierre- qui-Vire                          | 47° 21′ 40″ nord, 4° 03′ 24″ est   | Saint-Léger- Vauban             | Yonne                   | Sens                    | Bénédictins                                       | 1850                               |                                        |  |  |
| La Plaine                                    | 50° 39′ 44″ nord, 3° 01′ 53″ est   | Saint-André- lez-Lille          | Nord                    | Lille                   | Bernardines                                       | 1948                               |                                        |  |  |
| Pradines                                     | 45° 58′ 55″ nord, 4° 10′ 07″ est   | Pradines                        | Loire                   | Lyon                    | Bénédictins                                       | 1818                               |                                        |  |  |
| La Prée                                      | 46° 54′ 26″ nord, 2° 07′ 56″ est   | Ségry                           | Indre                   | Bourges                 | Petits frères des Pauvres                         | 1954                               |                                        |  |  |
| Randol                                       | 45° 38′ 36″ nord, 3° 04′ 23″ est   | Cournols                        | Puy-de-Dôme             | Clermont                | Bénédictins                                       | 1971                               |                                        |  |  |
| Rieunette                                    | 43° 05′ 48″ nord, 2° 24′ 07″ est   | Ladern- sur- Lauquet            | Aude                    | Narbonne                | Cisterciennes                                     | 1998                               |                                        |  |  |
| Le Rivet                                     | 44° 31′ 06″ nord, 0° 09′ 54″ ouest | Auros                           | Gironde                 | Bordeaux                | Trappistines                                      | 1938                               |                                        |  |  |
| Sablonceaux                                  | 45° 43′ 02″ nord, 0° 52′ 41″ ouest | Sablonceaux                     | Charente-Maritime       | La Rochelle             | Chemin Neuf                                       | 1986                               |                                        |  |  |
| Saint-Jean-de-Bassel                         | 48° 48′ 16″ nord, 6° 59′ 42″ est   | Couvent de Saint-Jean-de-Bassel | Moselle                 | Metz                    | Sœurs de la Divine providence                     | 1827                               |                                        |  |  |
| Sarrance                                     | 43° 03′ 08″ nord, 0° 36′ 03″ ouest | Sarrance                        | Pyrénées-Atlantiques    | Bayonne                 | Prémontré                                         | 2022                               |                                        |  |  |
| Sénanque                                     | 43° 55′ 42″ nord, 5° 11′ 13″ est   | Gordes                          | Vaucluse                | Avignon                 | Cisterciens                                       | 1926                               |                                        |  |  |
| Sept-Fons                                    | 46° 32′ 43″ nord, 3° 42′ 22″ est   | Diou                            | Allier                  | Moulins                 | Trappistes                                        | 1845                               |                                        |  |  |
| Solesmes                                     | 47° 51′ 08″ nord, 0° 18′ 11″ ouest | Solesmes                        | Sarthe                  | Le Mans                 | Bénédictins                                       | 1833                               |                                        |  |  |
| Solignac                                     | 45° 27′ 06″ nord, 1° 09′ 47″ est   | Solignac                        | Haute-Vienne            | Diocèse de Limoges      | Bénédictins                                       | 638 (fondation) 2021 (refondation) |                                        |  |  |
| Saint- Wandrille                             | 49° 31′ 46″ nord, 0° 46′ 00″ est   | Saint- Wandrille- Rançon        | Seine-Maritime          | Rouen                   | Bénédictins                                       | 1894                               |                                        |  |  |
| Sylvanès ou Silvanès ou Salvanes ou Silvanis | 43° 50′ 03″ nord, 2° 57′ 37″ est   | Sylvanès                        | Aveyron                 | Rodez                   | Dominicains                                       | 1970                               |                                        |  |  |
| Tamié                                        | 45° 41′ 13″ nord, 6° 18′ 16″ est   | Plancherine                     | Savoie                  | Chambéry                | Trappistes                                        | 1881                               |                                        |  |  |
| Timadeuc                                     | 48° 03′ 05″ nord, 2° 43′ 24″ ouest | Bréhan                          | Morbihan                | Vannes                  | Trappistes                                        | 1841                               |                                        |  |  |
| Le Thoronet                                  | 43° 27′ 46″ nord, 6° 15′ 46″ est   | Le Thoronet                     | Var                     | Fréjus-Toulon           | Contemplatif et Monastique                        | 1950                               |                                        |  |  |
| Tournay                                      | 43° 10′ 34″ nord, 0° 14′ 43″ est   | Tournay                         | Hautes-Pyrénées         | Tarbes                  | Bénédictins                                       | 1951                               |                                        |  |  |
| La Trappe ou La Grande- Trappe ou Soligny    | 48° 38′ 15″ nord, 0° 34′ 25″ est   | Soligny- la-Trappe              | Orne                    | Séez                    | Trappistes                                        | 1841                               |                                        |  |  |
| Valognes                                     | 49° 30′ 28″ nord, 1° 27′ 51″ ouest | Valognes                        | Manche                  | Coutances               | Bénédictines                                      | 1623                               |                                        |  |  |
| Vauhallan ou Limon                           | 48° 43′ 43″ nord, 2° 12′ 12″ est   | Vauhallan                       | Essonne                 | Évry                    | Bénédictines                                      | 1950                               |                                        |  |  |
| Venière                                      | 46° 21′ 19″ nord, 4° 32′ 30″ est   | Boyer                           | Saône- et-Loire         | Autun                   | Bénédictines                                      | 1963                               |                                        |  |  |
| Voreppe                                      | 45° 18′ 00″ nord, 5° 38′ 35″ est   | Voreppe                         | Isère                   | Grenoble                | Clarisses                                         |                                    |                                        |  |  |
| Wisques                                      | 50° 43′ 42″ nord, 2° 11′ 11″ est   | Wisques                         | Pas-de-Calais           | Arras                   | Bénédictins                                       | 1889                               |                                        |  |  |

## Carte
| Acey · Aiguebelle · Aubazine · Baumgarten · Barroux · Barroux · Le Bec-Helloin · Bellaigue · Abbaye Notre-Dame de Bellefontaine · Belloc · Blauvac · Bonlieu · Bonneval · Boquen · Boulaur · Bricquebec · Campénéac · Castagniers · La Chaise-Dieu · Chalais · Chambarand · Chantelle · Chartreuse · Cîteaux · Clairval · La Coudre · Cuxa · Le Désert · Abbaye de Donezan · Les Dombes · Dourgne · Échourgnac · En-Calcat · Eyres-Moncube · Fontgombault · Les Gardes · Hautecombe · Igny · Jassonneix · Jouarre · Kerbénéat · Kergonan · Kergonan · Landévennec · Lérins · Ligugé · Mas-Grenier · Maumont · Maylis · Melleray · Micy · Le Mont des Cats · Le Mont-Saint-Michel · Nonenque · Notre-Dame d'Espérance · Notre-Dame de la Grainetière · Notre-Dame-des-Neiges · Oelenberg · Oriocourt · La Paix-Dieu · Sainte-Marie de Paris · Le Pesquié · La Pierre-qui-Vire · La Plaine · Pradines · La Prée · Randol · Rieunette · Le Rivet · Sablonceaux · Sénanque · Sept-Fons · Solan · Solesmes · Solignac · Saint-Wandrille · Sylvanès · Tamié · Terrasson · Le Thoronet · Timadeuc · La Trappe · Valognes · Vauhallan · Venière · Voreppe · Wisques |